# Bosnie-Herzégovine au Concours Eurovision de la chanson 2011
La Bosnie-Herzégovine a participé au Concours Eurovision de la chanson 2011 à Düsseldorf, en Allemagne, avec pour représentant Dino Merlin.

## BH Eurosong2011
La BHRT a annoncé leur participation au Concours 2011 en septembre 2010, lorsqu'elle demanda si possible des artistes ou des idées pour le représentant bosniaque sur leur page Facebook.
Le chanteur Dino Merlin a été choisi par la chaîne bosniaque, le 1er décembre 2010, pour représenter le pays au Concours,. Celui-ci avait déjà représenté le pays en 1999 avec Béatrice et avait terminé 7e.
La chanson a été révélée le 20 février 2011. Le chef de la délégation de Bosnie-Herzégovine, Dejan Kukric, laissa la porte ouverte au télévote du public dans les cas où l'artiste ne saurait choisir de chanson.

## À l'Eurovision
La Bosnie-Herzegovine a participé à la seconde demi-finale, le 12 mai 2011. Dino se plaça 5e avec 109 points et alla en finale. À la finale du 14 mai 2011, la Bosnie-Herzégovine passa en seconde position et termina 6e avec 125 points.